# Вторгнення (фільм, 2007)
«Вторгнення» (англ. The Invasion) — американський фантастичний трилер 2007 р. режисера Олівера Гіршбігеля з додатковими сценами сценаристок сестер Вачовські та режисера Джеймса Мактіга. Головні ролі виконували Ніколь Кідман і Деніел Крейг. Вторгнення — четверта екранізація фантастичного роману Викрадачі тіл письменника Джека Фінні після фільмів 1956 р. Дона Зігеля Вторгнення викрадачів тіл, однойменного рімейка режисера Філіпа Кауфмана 1978 р. і Викрадачів тіл (1993) Абеля Феррари.

## Сюжет
Космічний шаттл Patriot падає на Землю, чужоземна форма життя у вигляді гриба виявлена на інших частинах території США. Як тільки люди входять у контакт з організмом, останній починає їх контролювати, коли ті входять у фазу швидкого сну. Одним з перших людей є інфікований Такер Кауфман, директор комісії з розслідування аварії.
Екс-дружина Такера, психіатриня Керол Беннелл, починає відчувати, що щось негаразд, люди якісь не такі, вони «змінилися». Її пацієнтка Венді Ленк описує, що її чоловік — це «не її чоловік», а один з друзів її сина діє окремо і неемоційно. На сусідській дитячій вечірці син Керол, Олівер, виявляє дивну форму життя. Матері спекулюють, що організм має стосунок до нової форми грипу, який швидко поширюється. Керол бере організм до свого друга-лікаря Бена Дрісколла, щоб він перевірив. Тим часом, Такер поширює хворобу далі, маскуючи спори, як щеплення від грипу.
Бен і доктор Стівен Галеано, біолог, дізнаються, що вірус бере під контроль мозок під час сну. Вони також вважають, що люди, на чиї головні мізки вплинули такі захворювання, як енцефаліт, мають імунітет.
Коли Керол приходить в будинок Такера, він і кілька його колег закривають її. Він пояснює, що змінені люди, позбавлені ірраціональних емоцій, пропонують кращий світ, і запитує її, чи хоче вона приєднатися. Коли Керол пручається, він тримає жінку на землі і заражає її своєю слиною. Вона тікає і повертається з Беном в будинок Беліцекс. Керол і Бен розлучаються, щоб знайти Олівера, з тексту повідомлень яких випливає його місцезнаходження у квартирі матері Такера.
Нарешті Бен приходить, але Керол розуміє, що він теж став одним із заражених. Він намагається спокусити її, щоб долучити в до нового суспільства, але й відверто заявляє, що немає ніякого місця для таких людей, як Олівер. Керол стріляє йому в ногу з револьвера, що вона вкрала раніше з трансформаторної поліцейської будки, і біжить з сином. Галеано забирає їх вертольотом в останню секунду. Вони очолюють базу, де вчені використовують кров Олівера, щоб створити вакцину.
Один рік потому більшість жертв інфекції вилікувані, не маючи пам'яті про події, які мали місце під час їх хвороби. Відповідаючи на запитання кореспондента, чи вірус знаходиться під контролем, Галеано відповідає, що газетні заголовки повинні бути такими, де достатньо доказів того, що людство знову стало людством. Вдома Керол допомагає синові підготуватися до школи, в той час як Бен читає ранкову газету. Він висловлює свою тривогу з приводу насильства у світі. Керол згадує зауваження Йоріша про те, що світ без насильства буде світом, в якому люди перестали бути людьми.

## Ролі
- Ніколь Кідман — Керол Беннелл
- Деніел Крейг — Бен Дрісколл
- Джеремі Нортем — Такер Кауфман
- Джексон Бонд — Олівер
- Джеффрі Райт — доктор Стівен Галеано
- Вероніка Картрайт — Венді Ленк
- Джозеф Соммер — доктор Хенрік Белікец
- Селія Вестон — Людмила Белікец
- Роджер Різ — Йоріш
- Адам Лефевр — Річард Ленк

## Виробництво
Спочатку прем'єра фільму в США планувалася у вересні 2006 р. Проте з невідомих причин прокат був перенесений студією спершу на 26 січня 2007-го, а потім на 2 листопада того ж року. Перша назва картини The Visiting змінено на The Invasion. Остаточна дата прем'єри в США — 17 серпня 2007 р. Фільм планувався як рімейк класичного фільму жахів 1978 р. «Вторгнення викрадачів тіл» (який, в свою чергу, також є рімейком однойменного фільму 1956 р., а також екранізацією однойменного роману Джека Фінні). Проте на стадії превиробництва автори фільму вирішили написати оригінальний сценарій. Деніел Крейг отримав звістку про затвердження його на роль Джеймса Бонда під час зйомок «Вторгнення». Акторові довелося взяти коротку перерву для того, щоб повернутися до Лондона для прес-конференції.
У березні 2007 р. газета Los Angeles Times опублікувала інформацію про проблеми, з якими зіткнувся фільм. За словами одного з відповідальних осіб компанії-виробника фільму Warner Brothers Алана Хорна, фільму були необхідні перезйомки у зв'язку з недостатністю дії. Початковий режисер картини, німець Олівер Гіршбігель, на момент прийняття цього рішення виявився недоступний для участі в додаткових зйомках, тому продюсери найняли братів Вачовські для написання додаткових сцен, а потім покликали режисера фільму «V означає вендета» Джеймса Мактіга для перезйомок фільму, виділивши йому десятимільйонний бюджет.

## Критика
Рейтинг на Rotten Tomatoes — 19 %, Metacritic — 45/100.

## Касові збори
Під час показу в Україні, що розпочався 8 листопада 2007 року, протягом перших вихідних фільм демонстрували на 21 екрані, що дозволило йому зібрати $75,607 і посісти 4 місце в кінопрокаті того тижня. Фільм залишився на четвертій сходинці українського кінопрокату і наступного тижня, адже досі демонструвався на 21 екрані і зібрав за ті вихідні ще $38,743. Загалом фільм в кінопрокаті України пробув 6 тижнів і зібрав $172,239, посівши 77 місце серед найбільш касових фільмів 2007 року.